# Modrý důl
Modrý důl (německy Blaugrund) je název údolí ve východní části Krkonoš, v němž se nachází osada Modrý Důl, chráněná jako vesnická památková zóna. Osada Modrý Důl je administrativně součástí města Pec pod Sněžkou v okrese Trutnov.

## Poloha
Modrý důl je asi 2,5 kilometru dlouhé údolí orientované přibližně od západu na východ. V tomto směru klesá i jeho dno. Centrální část dolu se nachází asi 3,5 km jihozápadně od nejvyššího vrcholu Krkonoš Sněžky a asi 3 km severozápadně od Pece pod Sněžkou, pod kterou i katastrálně spadá. Důl je ze severu sevřen Studniční horou a z jihu Lesní horou. Mísa na západním horním konci je uzavřena hřebenem spojujícím Luční horu se Zadní Planinou, na kterém se nachází mj. chata Výrovka. Na dolním východním konci se Modrý důl napojuje na příčně vedený Obří důl.

## Vodstvo
Osou Modrého dolu protéká Modrý potok, který se v jeho dolním zakončení zprava vlévá do Úpy.

## Vegetace
Spodní část Modrého dolu je zalesněna. V centrální části se v okolí chalup nacházejí louky, ve vyšších polohách se opět nachází smrkový les postupně přecházející v kosodřevinu a horské louky.

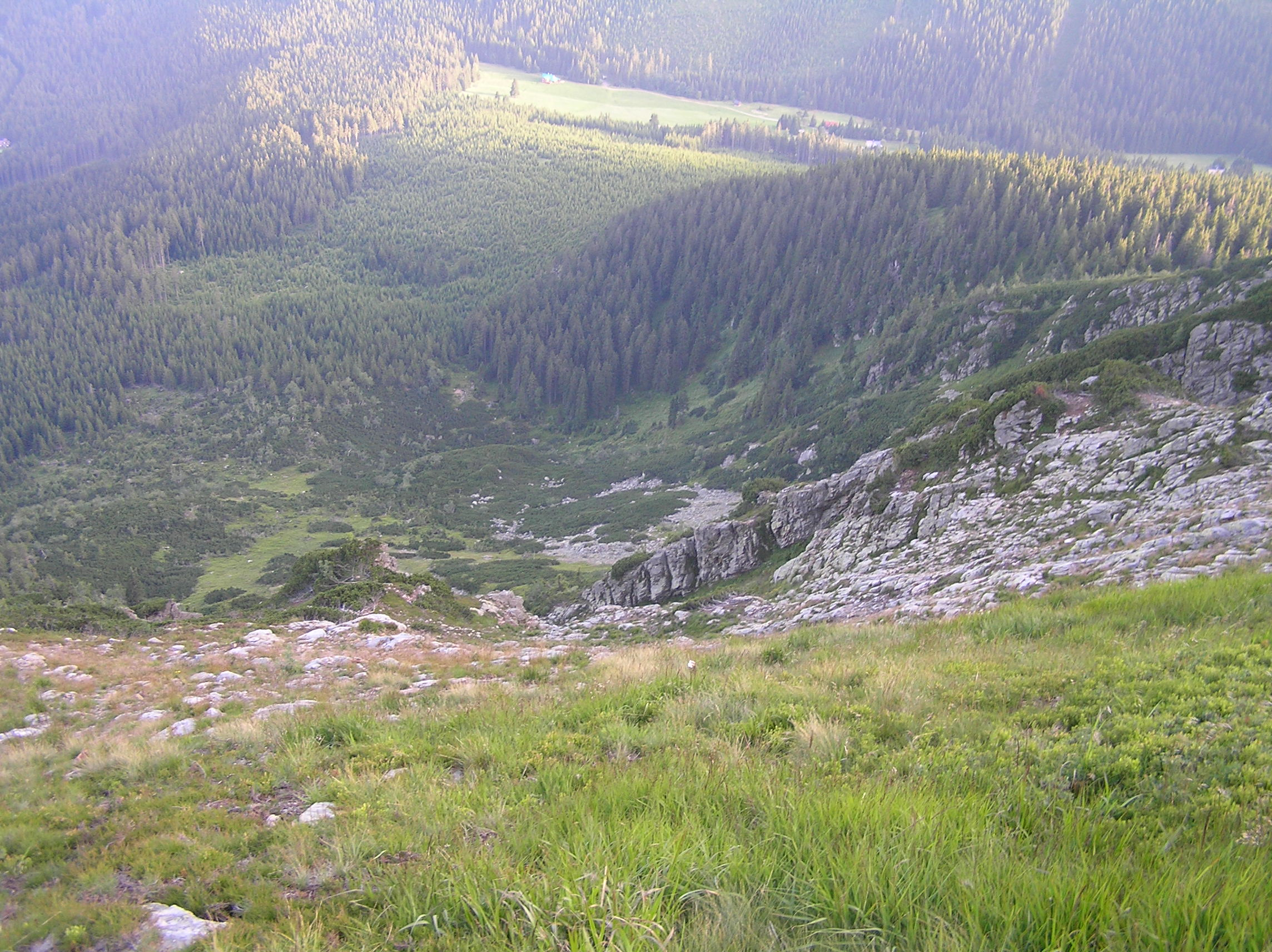
Pohled ze Studniční hory do Modrého dolu
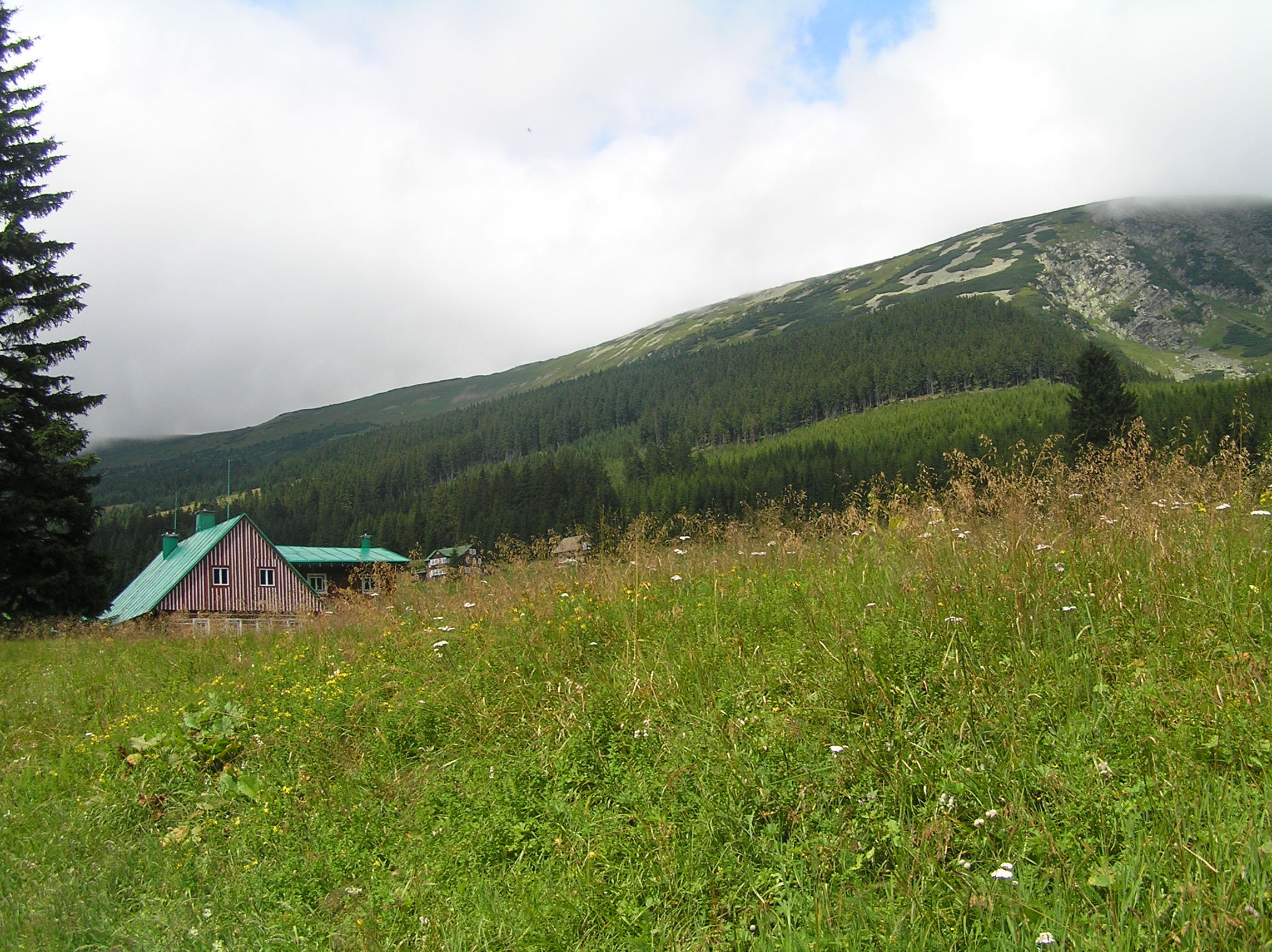
Spodní část lučních enkláv v Modrém dole
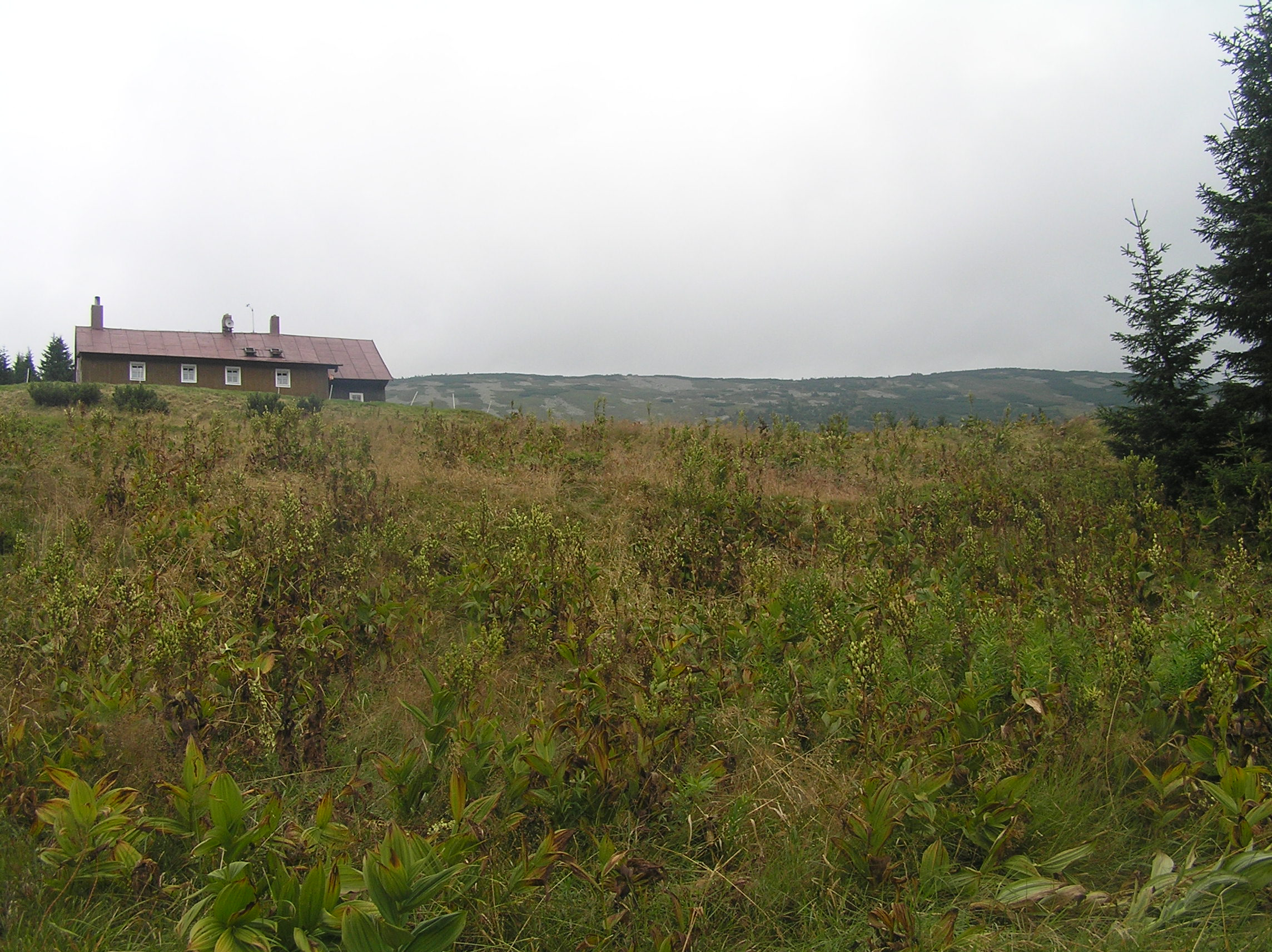
Vrchní část lučních enkláv v Modrém dole
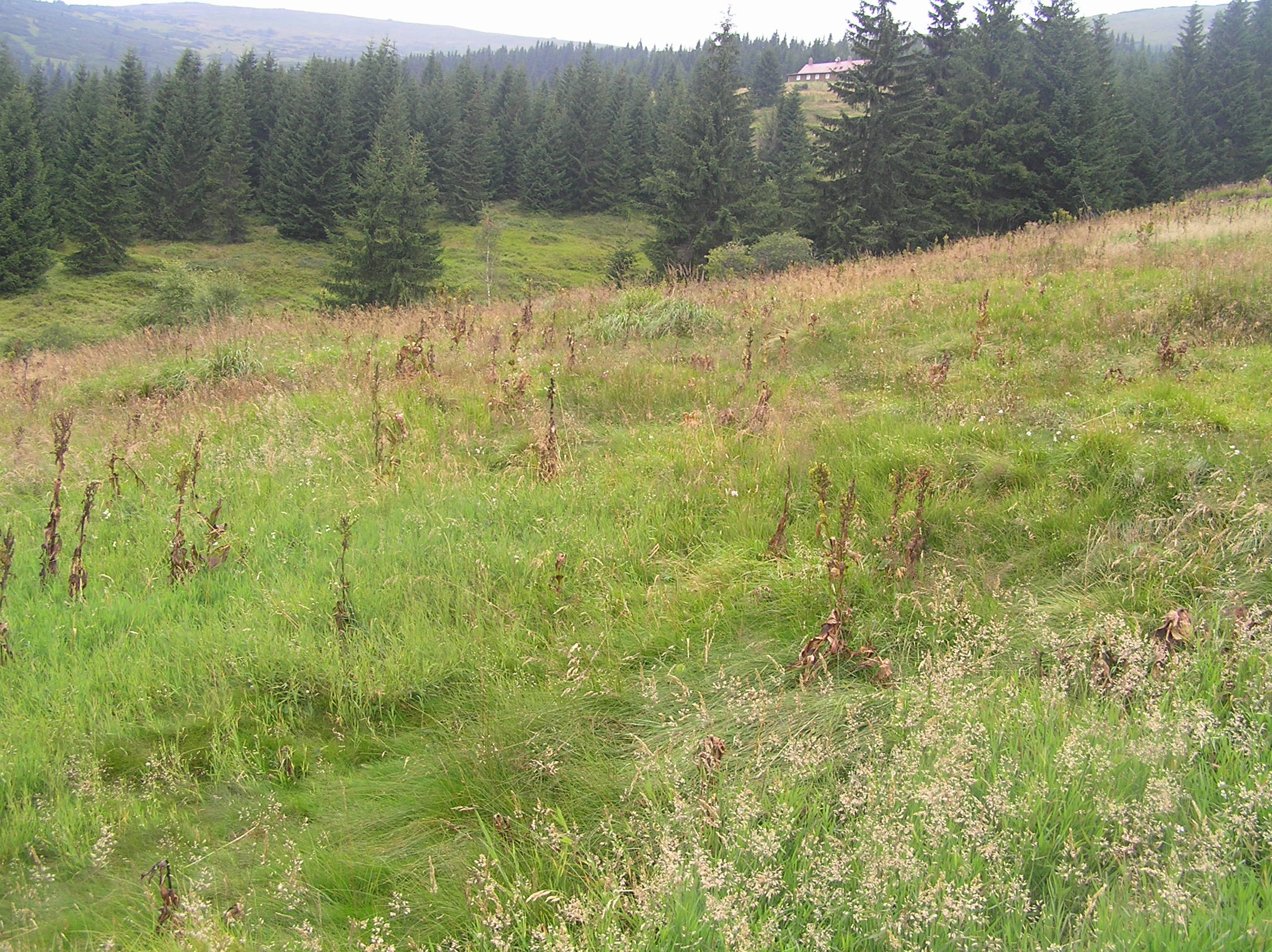
Vrchní část lučních enkláv v Modrém dole
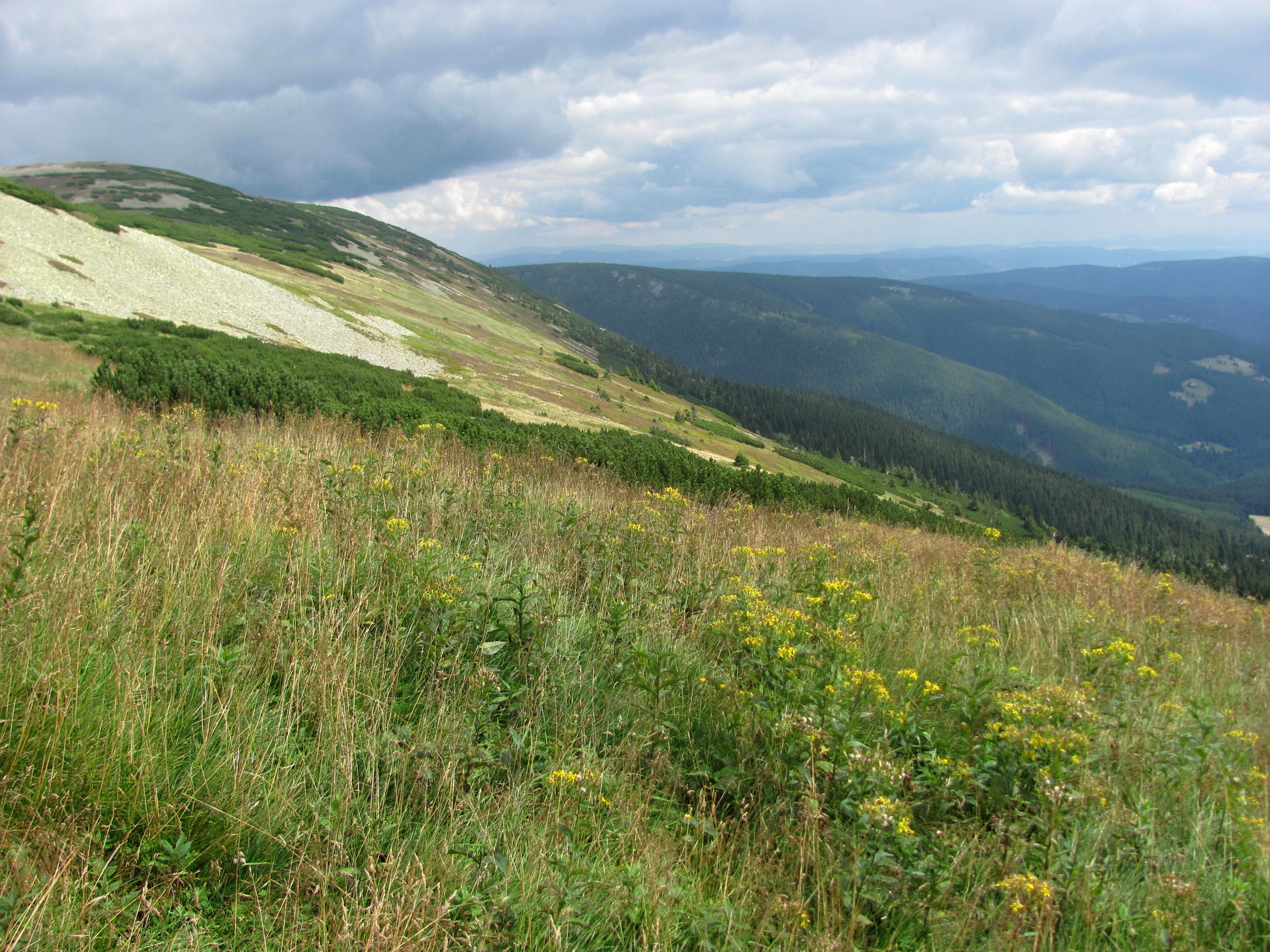
Pohled z cesty od Výrovky na Luční boudu směrem do Modrého dolu

## Komunikace a turistické trasy
V dolní části Modrého dolu se žádná významnější komunikace nenachází. Částečně asfaltová a částečně pouze zpevněná komunikace přichází do centrální části po úbočí Lesní hory od jihovýchodu z Pece pod Sněžkou. Ta poté stoupá údolím a postupně se stále horší její kvalita, až se mění v pouhou pěšinu vedoucí k Výrovce. V horní části dolu je pro veřejnost přístupná pouze v zimním období.
Po zmíněné komunikaci je do Modrého dolu přiveden červeně značený Okruh Zeleným a Modrým dolem, který ale u prvních chalup cestu opouští a pěšinou stoupá západním směrem po úbočí Lesní hory k Richterovým boudám. Ve stejném místě začíná žlutě značená turistická trasa 7212 vedoucí severovýchodním směrem do Obřího dolu.

## Stavby
V centrální části Modrého dolu se nachází skupina typických horských chalup, která byla v roce 2004 prohlášena za vesnickou památkovou zónu.
Mezi lety 1937 a 1938 procházela po severním svahu Modrého dolu vojenská nákladní lanová dráha z Pece pod Sněžkou na Luční horu. Sloužila k dopravě materiálu pro výstavbu opevnění budovaného proti Německu. Jediný známým pozůstatkem po ní je prohlubeň nedaleko Výrovky. Ještě před ní zde byla v roce 1934 cvičně vybudována podobná lanovka v úbočí Studniční hory.